# Льюис, Лори
Лори Льюис (англ. Lori Lewis; родилась 27 декабря 1984 в городе Сейлем, штат Орегон, США) — вокалистка из Соединенных Штатов Америки, известная прежде всего сотрудничеством со шведской симфоник-метал-группой Therion.

## Краткая биография
Льюис родилась 27 декабря 1984 года в городе Сейлем, штат Орегон.
Она получила степень бакалавра по специальности «вокал» в государственном университете штата Миссури и диплом в Канзасском университете.
К Therion Льюис присоединилась в 2007 году, во время мирового тура в поддержку альбома Gothic Kabbalah.
Помимо Therion, Лори выступала с американской симфоник-метал-группой Aesma Daeva, которые гастролировали с Therion по Канаде и США в 2005 году. А в октябре 2007 года, во время северо-американской части мирового турне, певица выступала «на два фронта», выступая как со шведами, так и с открывавшими их концерты Aesma Daeva.
Затем она была приглашена для записи 14 студийного альбома Therion Sitra Ahra, выпущенного в сентябре 2010 (Европа), и сопровождаемого туром Sitra Ahra Wolrd.
Она также выступала с шестиголосым джазовым ансамблем Фила Мэттсона из Миннесоты, США.
Классические партии Льюис исполняла вместе с The Minnesota Orchestra, Skylark Opera, VocalEssence Ensemble Singers, Dale Warland Singers, Rose Ensemble, Kansas City Chorale, Simon Carrington Chamber Singers, Oregon Bach Festival, Springfield Regional Opera (Спрингфилд, Миссури), Saint Paul Chamber Orchestra, Estonian Philharmonic
В 2010 году Лори была приглашена для сотрудничества в новом проекте британской группы Imperial Vengeance The Black Heart of Empire, и записала демо для нового проекта Джона Прассанса (Aesma Daeva).
11 сентября 2011 мисс Льюис официально присоединилась к Therion в качестве постоянной участницы. Лидер группы Кристофер Йонссон по этому поводу сказал: «Вот уже несколько лет Лори была потрясающей помощницей группы, великолепной подругой и давала самые лучшие оперные выступления, которые только знал мир метала. Теперь она будет активно участвовать и в творческом процессе создания наших будущих релизов. Мы уверены, что фаны согласятся с нами в том, что она единственная в своем роде и будет отныне и впредь совершенно заслуженно и органично занимать своё место в группе».
В качестве постоянный участницы Therion Лори записала вокал для альбома Les Fleurs du Mal, приуроченного к 25-летнему юбилею группы.
Льюис вместе с Therion приняла участие в мировом турне по случаю 25-й годовщины группы. Гастроли охватили Латинскую Америку (июнь 2012) и Европу (октябрь — ноябрь 2012).

## Влияние
- Классика: Дон Апшоу, Elly Ameling, Анна Нетребко, Ute Lemper, Дитрих Фишер-Дискау, Анне Софи фон Оттер, Арлин Ожер.
- Композиторы: Иоганнес Брамс, Густав Малер, Joan Tower, Tobias Picker, Ральф Воан-Уильямс.
- Прочие: Диаманда Галас, Бьорк, Элла Фицджеральд, Этта Джеймс, Гиллиан Уэлч, Coach Said Not To, Тори Эймос, Ник Кейв[4].

## Дискография

### CAesma Daeva
- 2007 — Dawn of The New Athens
- 2008 — The Thalassa Mixes

### СTherion
Студийные альбомы
- 2010 — Sitra Ahra
- 2012 — Les Fleurs du Mal
- 2018 — Beloved Antichrist

DVD
- 2008 — Live Gothic
- 2009 — The Miskolc Experience